# Paracheirodon innesi
El tetra neón (Paracheirodon innesi) es una especie de pez actinopterigio carácido originario del oeste de Sudamérica. Es una especie muy apreciada en acuariofilia. Apreciados por su carácter pacífico, su llamativo colorido y sus desplazamientos en cardumen, dan movimiento y vida a todo acuario.
En su mismo género se encuentra una especie muy similar, también popular en acuariofilia: el Tetra cardenal (Paracheirodon axelrodi). De todos los que se pueden observar en los acuarios, los neones son reproducidos en un 80% en cautiverio para su posterior comercialización, mayormente en Hong Kong y otros sitios del sudeste asiático, en tanto que los cardenales son capturados en un 99,9% de su hábitat natural. Es una de las especies más apreciadas por aquellos que desean recrear un biotopo amazónico.

## Historia
Descubierto alrededor de 1940 fue llevado a Francia, Alemania y Estados Unidos. Debido a que los ejemplares nativos son un tanto exigentes con las condiciones del agua, en ese momento solo pudieron llevar a cabo con éxito su reproducción, quienes ya lo habían hecho con el Arlequín rasbora, ya que los requerimientos son muy similares: agua blanda, ácida y con poca iluminación. A partir de allí, se diseminaron por todo el mundo hasta convertirse en uno de los peces más comunes y apreciados por los acuariófilos. 

## Hábitat natural
Curso principal del Río Amazonas y tributarios en Brasil, Colombia, Perú, Ecuador y Venezuela Además en Brasil: ríos Tapaua, Purus y Salimoes. En Colombia: río Loreto. En Perú: ríos Putumayo y Ucayali. En su hábitat,  el agua en que se hallan estos peces, es bastante oscura, algo así como del color del té, debido a la alta concentración de taninos y hojas muertas que se precipitan al agua, no obstante es clara y límpida. Además el agua en estas regiones es muy blanda, esto sucede debido a que los taninos disueltos por la descomposición de la vegetación, capturan el calcio que se deposita en el lecho rocoso. Además provocan que la acidez descienda por debajo de niveles de pH 4.5 y 5.5 Algo llamativo para los biólogos, es que la concentración de Hierro y otro tipo de metales disueltos en el agua es muy alta, justamente debido a la acidez de la misma. Sin embargo, esto parece no afectarles en lo más mínimo a los Tetras, mientras que para otras especies sería fatal.  Otra particularidad es la perfecta adaptación del Neón y el Cardenal a hábitats con niveles casi nulos de Hierro como sería normal en un acuario comunitario, sin que esto afecte su estado de salud.

## Morfología

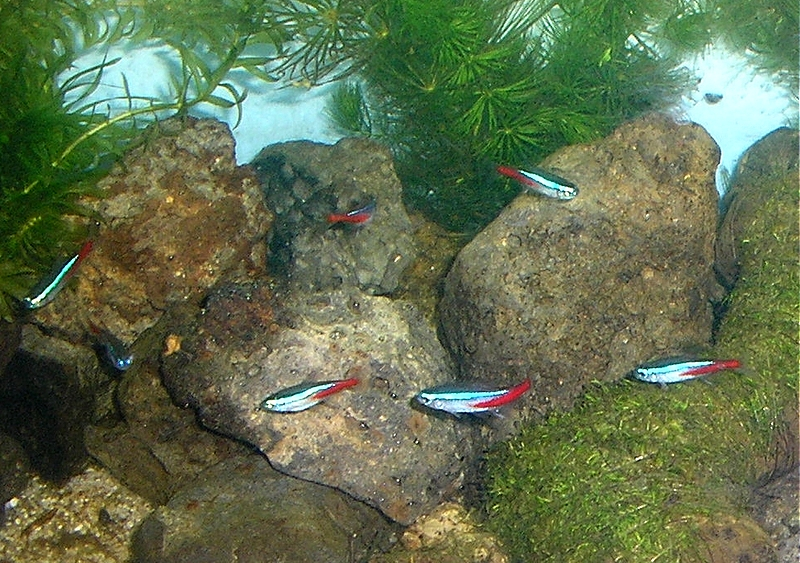

Cuerpo de forma ahusada, aletas transparentes, con la aleta anal un tanto más larga y fina que la dorsal. Posee una pequeña aleta adiposa detrás de la dorsal que lo ayuda a estabilizar la natación. Su característica principal es una franja azul fosforescente que recorre su cuerpo desde el morro hasta la aleta adiposa. La parte inferior es de un rojo luminoso que se extiende desde la parte anterior hasta la mitad de su cuerpo en el Tetra neón, a diferencia del Tetra cardenal, que llega desde el morro hasta el pedúnculo de la aleta caudal. 

## Alimentación
Omnívoro. Aunque no muy voraz y un tanto tímido a la hora de alimentarse, acepta todo tipo de alimento balanceado en hojuelas y complemento vegetal. Tiene especial predilección por el alimento vivo, como artemia salina, tubifex, larvas de mosquito, daphnias y pequeños gusanillos. También toma alimento liofilizado. Habrá que tener en cuenta que su boca es muy diminuta al momento de alimentarlos. Este pez no toma lo que cae al fondo, por lo que se deberá tener especial cuidado de que no haya demasiados sobrantes, o bien incorporar Corydoras al estanque, ya que el exceso de aquel, podría deteriorar la calidad del agua, provocando que su estado de salud se deteriore.

## Acuario Apropiado

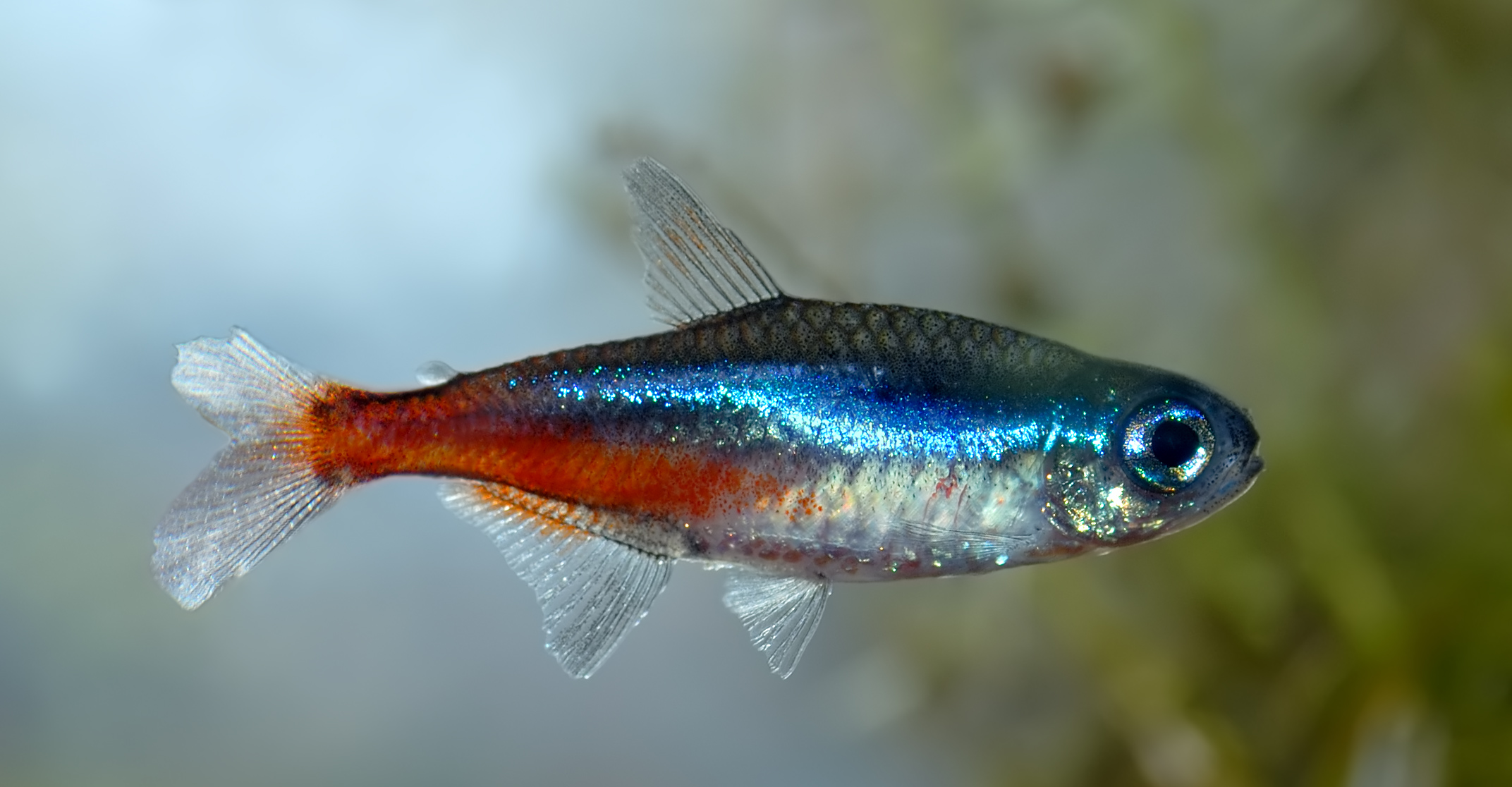

Es fundamental tener en cuenta algunas cuestiones relacionadas con las características físico - químicas del agua antes de introducir Tetras en nuestro acuario, debido a que esta especie es más bien exigente con las mismas. Recipiente de al menos 80 / 100 litros, con poca iluminación, o bien oscurecido con abundantes plantas flotantes, ya que como se dijo antes, en la Naturaleza, viven en aguas oscuras. Otro factor fundamental, es que el nivel de acidez del agua ronde un pH de 5.5 o 6.0 como máximo, ya que de lo contrario serán susceptibles a enfermedades. Lo ideal será acidificar con turba.  Agua blanda, con una dureza no mayor a 7 dGH. (dureza ideal: 1 o 2 dGH ). Si la misma es excesiva, en este pez se manifiesta una enfermedad llamada calcionefrosis es decir una disminución o paralización de la función renal por las sales de calcio. Cuando esto ocurre, el pez muere irremediablemente a los pocos días de presentar los primeros síntomas. En su hábitat natural la presencia de calcio es prácticamente imperceptible, y la de sodio, nula. La temperatura deberá oscilar entre los 20 °C y 25 °C. No es conveniente mantenerlos a temperaturas menores, ya que se alterará su conducta normal, tornándose más pasivos y hasta inapetentes. Es de vital importancia ofrecerles un ambiente óptimo para su desarrollo y vida en el medio artificial que le hemos creado. Si los factores antes mencionados no se respetan, su equilibrio biológico se ve afectado y las enfermedades oportunistas harán lo suyo. Esta especie es particularmente sensible a un protozoo llamado Plistophora hyphessobryconis. La franja de color del pez tiende a desaparecer, sufren de escoliosis, lo cual los obliga a nadar cabeza abajo constantemente, sin poder alimentarse, enflaqueciendo rápidamente y muriendo en pocos días. El mejor tratamiento para esta enfermedad parece ser: cada 30 litros de agua la administración de 500 mg. de Metronidazol, asociado a Azul de Metileno a razón de 3 gotas cada 5 litros durante una semana. Bajar el pH a 5.0 Esta enfermedad suele ser contagiosa, por lo que habrá que tratar a todos los inquilinos del recipiente. Previamente, se habrán de retirar los ejemplares visiblemente afectados y ponerlos en cuarentena en el acuario hospital. Desinfectar bien no solo el acuario original sino también todos los elementos del mismo. Se recomienda grava oscura, no solo para imitar el sustrato natural del lecho de los ríos de donde son originarios, sino también porque esto último resalta visiblemente el bello colorido natural de estos peces.

## Comportamiento

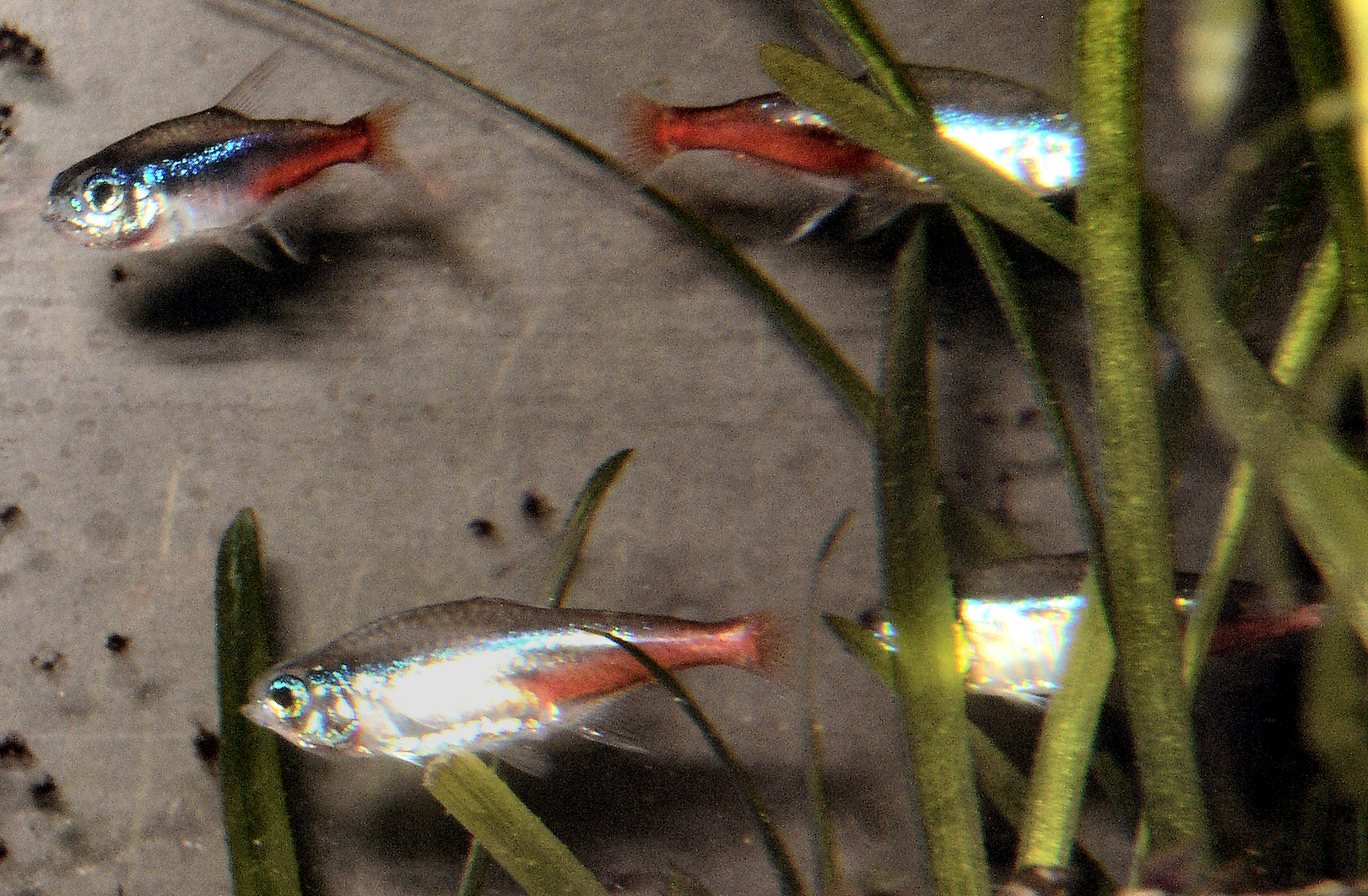

Sociable y muy pacífico, ideal para cualquier acuario comunitario Estos peces deben vivir en grupos de al menos 12 individuos, ya que poseen un orden jerárquico como todo pez de cardumen. En este caso, el o los ejemplares dominantes, van en el centro, mientras que los que protegen al líder nadan en la parte exterior. Si solo existen 4 o 5 tetras en el acuario, los dominantes se pondrán agresivos con los demás integrantes del cardumen al sentirse desprotegidos, lo que los mantendrá en permanentemente estrés.

## Reproducción
Obtener cría de tetra en cautiverio es bastante complicado aunque no imposible. De hecho, como se detalla al principio de esta página, los Tetra Cardenal que se venden en comercios del ramo son provenientes de capturas en su hábitat natural, ya que la reproducción del mismo se complica demasiado como para que sea comercialmente viable. Muy distinta es la reproducción del Tetra Neón, ya que con un poco de paciencia y el suficiente conocimiento del tema, podremos tener la satisfacción de llevarla a término con éxito. Sin embargo, habrá que tener en cuenta todos (y no solo algunos) de los factores que se detallarán a continuación para lograrlo:
1. Disponer de un acuario de unos diez litros aproximadamente con alguna planta artificial y una malla fina para que pasen los huevos y los padres no puedan comérselos, ya que de no tomar esta precaución, los devorarán de inmediato. Instalar un aireador que produzca burbujas, aproximadamente dos por segundo.
2. Agua muy blanda: no más de 2 dGH, pH entre 5.0 y 5.5, temperatura entre 26 y 27 °C
3. Recipiente oscurecido. Ya sea en una habitación sin iluminación o con una luz indirecta muy tenue. Conviene tapar los cuatro costados de la pecera con algún papel oscuro o negro.
4. Luego de seleccionar a la pareja, la cual deberá tener dos días de ayuno para que no alteren la perfecta higiene del recipiente con sus heces. Se los introduce en horas de la tarde. Por la noche observar si hay huevos con una linterna de baja potencia o iluminar indirectamente. La luz directa sobre los huevos, hará que éstos desarrollen hongos y no lleguen a eclosionar.
5. De obtener buenos resultados, retirar a los padres y la malla protectora.

Los alevines nacerán a las 24 horas de la puesta, y llegarán a nadar a los 5 días. Luego de que hayan consumido el saco vitelino, alimentar con infusorios durante los primeros días y luego con naupilos de artemia. Se deberá tener especial cuidado en retirar paulatinamente los papeles que protegen dicho acuario de la luz (uno cada 24 o 48 horas) ya que los alevines son lucífugos. Antes de pasarlos al acuario comunitario, se deberá esperar a que tengan un tamaño respetable, de lo contrario los demás habitantes del recipiente podrían verlos como alimento.

## Expectativa de vida
Pueden vivir entre 6 y 7 años.